# Amazonides menieri
Amazonides menieri är en fjärilsart som beskrevs av François Louis Nompar de Caumont de Laporte 1974. Amazonides menieri ingår i släktet Amazonides och familjen nattflyn. Inga underarter finns listade i Catalogue of Life.